# Павелецький напрямок Московської залізниці

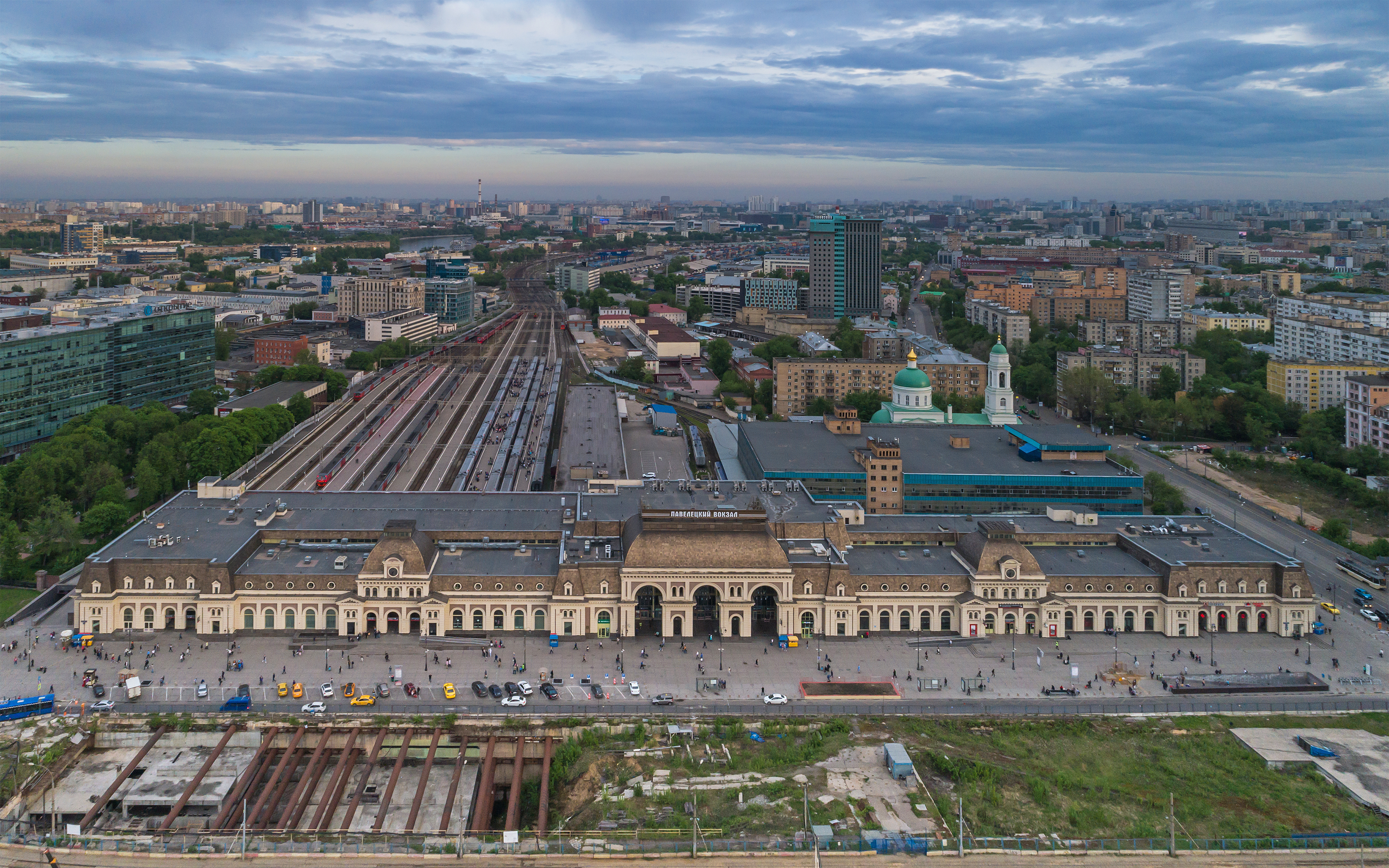
Москва-Пасажирська-Павелецька — початковий пункт головного ходу Павелецького напрямку МЗ

Павелецький напрямок Московської залізниці — залізнична лінія на південь від Москви. Головний хід починається з Москва-Пасажирська-Павелецька, прямує по Москві (Замоскворіччя та Південний округ), Московської області. Від станції Домодєдово відгалужується лінія до однойменного аеропорту. На станції Ожерельє відбувається розгалуження головного ходу: одна лінія прямує до півдня (Венев — Вузлова — Єфремов — Єлець), друга — SE (Узуново — Михайлов — Павелець).
Павелецький напрямок є дублером Рязанського.

## Історія
Найбільшою приватною залізницею у Російській імперії управляло товариство Рязансько-Уральської залізниці. Залізниця сполучала 12 густонаселених губерній, але виходу в Москву у неї не було. Тому правління залізниці виступило перед урядом з клопотанням дати дозвіл на будівництво лінії Павелець — Москва.
В 1891 році товариство Рязансько-Козловської залізниці виступає з ініціативою об'єднання всіх ліній під єдиною орудою товариства Рязансько-Уральської залізниці і спорудження нових залізниць: від Рассказово до Камишина, від Лебедяні до Єльця, від Покровської Слободи до Уральська, від Богоявленська до Сосновки, ліній до пунктів Вольськ, Петровськ, Сердобськ, Баланда, Ніколаевськ, Александров Гай. Також товариство мало право на будівництво ліній від Раненбург до Павельця з лінією на Астапово і від Пензи до Таволжанки.
В 1897 році товариство Рязано-Уральської залізниці отримує дозвіл на будівництво лінії від станції Данков до Смоленська і від Павельця до Москви. В 1898 році товариству дозволено будувати лінію від Іноковки до села Інжавіно та побудувати другу колію на ділянці Москва — Кашира.

## Опис
На початок ХХІ сторіччя Павелецький напрямок є одним з найменш завантажених з пасажирських перевезень у Московському залізничному вузлі. Єдина ніша, яку воно міцно займає — приміські перевезення в напрямку Москва — Ожерельє — Узуново та Аероекспреси в аеропорт Домодєдово. Незважаючи на те, що Павелецький хід сполучає Москву з півднем Росії, в тому числі з чорноморськими курортами, обсяги пасажирських перевезень далекого прямування на ньому незначні; основна маса поїздів південного та південно-східного напрямків прямує через Рязань (станції Рязань I та Рязань II). Багато в чому це пов'язано з інфраструктурної нерозвиненістю ділянок Ожерельє — Єлець та Узуново — Павелець — Раненбург: на першому відсутня електрифікація, що негативно впливає на швидкість при пасажирських перевезеннях, а друга ділянка хоча і електрифікований, але одноколійна, тому її пропускна здатність сильно обмежена.
У межах Москви має сполучення з Московським центральним кільцем (МЦК): непасажирська станція Канатчиково МЦК — станція Коломенське Павелецького напрямку (електрифікована); станція Москва-Товарна-Павелецька — непасажирська станція Канатчиково МЦК (неелектрифікована); а також Бірюлевська сполучна лінія, що сполучає з Курським напрямком МЗ: станція Царицино Курського напрямку — станція Бірюлево-Товарна Павелецького напрямку (електрифікована). Лінії використовують для пропуску рідкісних поїздів далекого прямування, які прямують транзитом через Москву, а також для службових потреб РЖД. Приміський рух по лініях відсутній.
Від станції Бірюлево-Товарна діє відгалуження завдовжки 9 км на ділянку Обмінна — Заводська, яка обслуговує Московський коксогазовий завод у м Видне; від станції Авіаційна прямує лінія завдовжки 17 км до станції Кар'єрна (сел. Єганово Раменського району). Пасажирський рух по цих лініях відсутній.